# 에벨린 카플룬
에벨린 카플룬(히브리어: אוולין קפלון, 영어: Evelyn Kaplun, 1971년 11월 4일 ~ )은 이스라엘의 배우이다. 제10회 오빌상 여우주연상 수상자이다.